# درو بروفي
درو بروفي (بالإنجليزية: Drew Brophy)‏ هو متركمج ورسام أمريكي، ولد في 1971.